# Myhrerstadion
Het Myhrerstadion  is een ijsbaan in Eidsvoll in de provincie Akershus in het zuiden van Noorwegen. De openlucht-natuurijsbaan is geopend in 1957 en ligt op 188 meter boven zeeniveau. 
In 1995 zou het Noorse kampioenschap marathonschaatsen op deze ijsbaan worden georganiseerd, het kampioenschap is echter afgelast vanwege gebrek aan deelname.